# Miss Tierra 2025
Miss Tierra 2025 será la 25.ª edición del concurso Miss Tierra. Jessica Lane de Australia coronará a su sucesora al final del evento.

## Candidatas
Las candidatas confirmadas son:
| País/Territorio          | Candidata                      | Edad | Procedencia     |
| ------------------------ | ------------------------------ | ---- | --------------- |
| Albania                  | Kleja Sulejmani                | 20   | Tirana          |
| Argentina                | Florencia Hernández            | 21   | Mendoza         |
| Bélgica                  | Jera Redant                    | 18   | Geraardsbergen  |
| Belice                   | Paris Cawich Mateo             | 20   | Belmopán        |
| Bosnia y Herzegovina     | Kristina Milovanović           |      |                 |
| Bulgaria                 | Hrisiana Hristova              | 19   | Stara Zagora    |
| Camboya                  | Saran Kimlan                   |      | Nom Pen         |
| Canadá                   | Hailey Hamelin-Wilson          | 23   | Toronto         |
| Cuba                     | Rachel Chang                   |      |                 |
| El Salvador              | Alejandra Pérez Matus          | 25   | San Vicente     |
| España                   | María Victoria Medina González | 26   | Jaén            |
| Estados Unidos           | Haley Grace Poe                | 22   | Erie            |
| Filipinas                | Joy Mayanne Felix Barcoma      | 26   | Bacoor          |
| Finlandia                | Amanda Helmi Pauliina          | 24   |                 |
| Francia                  | Sandra Wallet                  |      | Nueva Aquitania |
| Gales                    | Abigail Hannah Wood            | 25   | Pembrokeshire   |
| Ghana                    | Cherise Nana Ama Asher Ayisi   | 21   |                 |
| Honduras                 | Claudia Castañeda              | 26   | El Progreso     |
| Indonesia                | Jazmine Callista Seymour Rowe  | 24   | Bali            |
| Inglaterra               | Sofia Mayers                   | 25   | Canterbury      |
| Islandia                 | Sóldís Vala Ívarsdóttir        | 19   | Árbær           |
| Islas Caimán             | Latecia Bush                   | 22   | George Town     |
| Islas Marianas del Norte | Aria Keilbach                  | 23   | Saipán          |
| Japón                    | Emilia Shimanouchi             | 19   | Hyōgo           |
| Kenia                    | Mirel Atieno Ngesa             | 26   | Kisumu          |
| Liberia                  | Monica Abigail Swen            | 23   | Monrovia        |
| Macao                    | Evangeline Chen Si Bei         | 23   |                 |
| México                   | Génesis Vera Fernández         | 24   | Veracruz        |
| Myanmar                  | Khin Khin Hlaing               |      | Rangún          |
| Namibia                  | Uatjiri Atji Mbaisa            | 27   | Otjinene        |
| Nicaragua                | Ilse Castellanos               |      | Ocotal          |
| Nigeria                  | Divine Ekemini Nelson          | 22   | Akwa Ibom       |
| Nueva Zelanda            | Shae Parsons                   | 27   | Auckland        |
| Países Bajos             | Sanne-Esmee Walstra            | 21   | Waadhoeke       |
| Portugal                 | Raquel Camelo                  | 23   | Oporto          |
| Puerto Rico              | Cecilia Acosta Conley          | 23   | Río Grande      |
| República Checa          | Natálie Puškinová              | 21   | Praga           |
| Serbia                   | Nina Karapešev                 | 19   | Belgrado        |
| Suecia                   | Tilde Lööw                     | 26   | Estocolmo       |
| Tanzania                 | Amina Abdulkadri Jigge         | 26   | Mwanza          |
| Ucrania                  | Maria Zheliaskova              | 24   | Odesa           |
| Vietnam                  | Trịnh Thị Mỹ Anh               | 21   | Hanói           |

## Próximos concursos nacionales
| País/Territorio | Fecha                   |
| --------------- | ----------------------- |
| Brasil          | 29 de agosto de 2025    |
| Nepal           | 30 de agosto de 2025    |
| Tailandia       | 31 de agosto de 2025    |
| India           | 31 de agosto de 2025    |
| Italia          | 1 de septiembre de 2025 |
| Chile           | 6 de septiembre de 2025 |
| Australia       | 7 de septiembre de 2025 |